# Чіпріано Кастро
Чипріано Кастро Руїс (ісп. Cipriano Castro Ruiz; 12 жовтня 1858 — 4 грудня 1924) — венесуельський політичний діяч, президент країни з 1899 до 1908 року.

## Біографія
Був погоничем мулів, пізніше — власником плантації. 1899 року підбурив повстання проти президента Ігнасіо Андраде й вирушив на Каракас. Коли він був під самим містом, Андраде відмовився від влади; Кастро увійшов до Каракаса й проголосив себе правителем. Повстання, підбурене Кастро, спровокувало в країні громадянську війну, яка тривала три роки й завершилась поразкою лібералів.
Правління Кастро спершу відзначалось свавіллям, через що постійно спалахували повстання. Ігнорування інтересів закордонних кредиторів призвело до зовнішнього втручання та блокади Венесуели. Це не завадило Кастро зберегти владу, проте систему управління йому довелось дещо змінити.
Кастро лікувався у столиці Франції, Парижі, від сифілісу, коли був усунутий від посади президента в результаті державного перевороту своїм заступником і другом генералом Хуаном Вісенте Гомесом.